# 飯田信夫
飯田 信夫（いいだ のぶお、1903年（明治36年）5月25日 ‐ 1991年（平成3年）8月19日）は、昭和期の作曲家、指揮者。妻は女優の夏川静江。娘に女優の夏川かほる。

## 経歴
大阪市出身。1924年松本高等学校理科甲類卒業、1930年東京帝国大学工学部鉱山学科卒業。
1935年（昭和10年）公開されたJ.O.スタヂオ映画『百万人の合唱』（主題歌の作曲も担当）を始め、東宝映画『鶴八鶴次郎』、『上海』、『忠臣蔵』、『皇道日本』、『娘時代』、『秀子の車掌さん』、『戦争と平和』、『異國の丘』、『若い娘たち』など戦前・戦後と多くの東宝映画の映画音楽作曲家とし活躍する一方、『隣組』、『歩くうた』、『朝だ元気で』、『紫のタンゴ』などの流行歌の作曲も多く手掛けた。
このほか、電電公社などの社歌・団体歌、全国の小・中・高・大学校歌の作曲も多く手掛けた。
1991年（平成3年）8月19日死去。享年88。

## 主な作品

### 管弦楽曲
- 祝祭典序曲（1936年）
- 夏祭り（JOAK委嘱による「国民詩曲」のひとつとして作曲）
- 舞踊曲「仏教東漸」（皇紀2600年奉祝曲）

### 映画音楽
- 上海 -支那事変後方記録-（1938年、亀井文夫監督）
- 巨人傳（1938年、伊丹万作監督）
- 阿波の踊子（1941年、マキノ正博監督）
- 秀子の車掌さん（1941年、成瀬巳喜男監督）
- 戦争と平和（1947年、山本薩夫・亀井文夫監督）
- 春のめざめ（1947年、成瀬巳喜男監督）
- 異国の丘（1949年の映画、渡辺邦男監督）
- 女の一生（1949年、亀井文夫監督）
- 月よりの使者（1949年、田坂具隆監督）
- 殿様ホテル（1949年、倉田文人監督）
- こんな女に誰がした（1949年、山本薩夫監督）
- 銀座三四郎（1950年、市川崑監督）
- ブンガワンソロ（1951年、市川崑監督）
- 母なれば女なれば（1952年、亀井文夫監督）
- 女ひとり大地を行く（1953年、亀井文夫監督）
- 芸者小夏（1954年、杉江敏男監督）
- 人間魚雷回天（1955年、松林宗恵監督）
- ノンちゃん雲に乗る（1955年、倉田文人監督）
- 芸者小夏 ひとり寝る夜の小夏（1955年、青柳信雄監督）
- 若い樹（1956年、本多猪四郎監督）

### 歌謡曲
- 太平洋行進曲（1939年）
- 隣組（1940年、岡本一平作詞）
- 歩くうた（1940年、高村光太郎作詞）

### 校歌など
- 宮崎県民歌
- 光あらたに（神奈川県県民歌）
- 朝日大学学歌
- 福岡大学校歌
- 福岡大学第一応援歌
- よき友（明海大学歯学部歌）
- 石川県立小松高等学校
- 広島県立因島北高等学校[1]
- 白馬村立白馬中学校
- 陸前高田市立広田中学校
- 堺市立英彰小学校
- 久喜市立江面第二小学校
- 両国予備校校歌
- 世田谷区立桜町小学校
- 北海道本別高等学校
- 幸手市立西中学校
- 鹿島建設社歌
- 東芝社歌
- 日産自動車社歌
- 市川市立国分小学校
- 小松原高等学校（現・叡明高等学校）